# Église Sainte-Dode de Sainte-Dode
L'église Sainte-Dode de Sainte-Dode est une église située à Sainte-Dode, dans le département du Gers.

## Historique
Les parties les plus anciennes de l'église remontent aux XIe et XIIe siècles. L'édifice est agrandi au XVIIe siècle. Le clocher est rajouté en 1874. L'église est dédiée à Dode d'Astarac.

## Description

### Mobilier
Plusieurs objets sont référencer dans la base Palissy (voir les notices liées).